# تورونی (مجارستان)
تورونی (به مجاری:  Torony) یک شهرداری در مجارستان است که در واش واقع شده‌است. تورونی ۱۲٫۸۳ کیلومتر مربع مساحت و ۱٬۵۹۱ نفر جمعیت دارد.